# Arama
Arama település Spanyolországban, Gipuzkoa tartományban. Arama Altzaga, Ordizia, Itsasondo és Zaldibia községekkel határos. Lakosainak száma 178 fő (2024).

## Népesség
A település lakosságának változását az alábbi diagram mutatja:
| Lakosok száma | 165  | 163  | 173  | 199  | 201  | 217  | 206  | 200  | 200  | 178  |
|               | 2001 | 2004 | 2006 | 2009 | 2011 | 2014 | 2016 | 2019 | 2021 | 2024 |